# Criterios de Dominio de Investigación
Los Criterios de Dominio de Investigación (RDoC, por sus siglas en inglés: Resarch Domain Criteria) son una propuesta del Instituto Nacional de Salud Mental de los Estados Unidos (NIMH) que busca fomentar la organización sistemática de la investigación en salud mental en torno a una serie de criterios que trascienden y se oponen a los cuadros diagnósticos del Manual de Trastornos Mentales (DSM) de la Asociación Estadounidense de Psiquiatría (APA).

## Finalidad
Los Criterios de Dominio de Investigación permiten superar determinadas dificultades asociadas a la categorización de los trastornos mentales, como son la alta comorbilidad que se da entre algunos trastornos (lo que puede llevar a pensar que esas categorías resultan en muchos casos artificiales y que pueden ocultar elementos subyacentes comunes que no siempre concuerdan con los criterios de diagnóstico diferencial para algunos trastornos), o las clasificaciones en subcategorías interminables que acaban careciendo de utilidad (como en el caso de los trastornos del espectro autista). "El fin último del NIMH es recopilar información procedente de la genética, las pruebas de neuroimagen, las ciencias cognitivas y otros datos fisiológicos, para identificar e integrar los componentes vinculados a los síntomas de enfermedad mental". De esta manera, trata de marcar el inicio de una nueva etapa en la comprensión de la naturaleza de los trastornos mentales.

## Críticas
Este enfoque ha sido tildado de reduccionista y criticado por no tener en cuenta factores relevantes de tipo ambiental, conductual y social. Además, olvida la utilidad clínica que tiene el DSM, a pesar de las limitaciones que presenta y que la APA trata de superar en cada nueva edición. 
No obstante, el proyecto RDoC abre nuevas líneas de investigación fundamentales para la comprensión de la naturaleza de los trastornos mentales, del funcionamiento del sistema nervioso y su relación con la conducta, y de las relaciones entre genotipo y fenotipos conductuales, que van más allá de su utilidad clínica.